# Попештій-Ной
Попештій-Ной (рум. Popeștii Noi) — село у Дрокійському районі Молдови. Входить до складу комуни, адміністративним центром якої є село Петрень.

## Населення
За даними перепису населення 2004 року у селі проживали 102 особи, усі — молдавани.